# Cervia
Cervia là một thị xã và khu tự quản (comune) ở tỉnh Ravenna vùng Emilia-Romagna ở trung bộ Ý.
Nowadays Cervia là một khu vực nghỉ dưỡng ven biển trên Adriatic Riviera nhờ có 10 kilômét (6 mi) bờ biển cát trắng.

## Lịch sử
Ban đầu được gọi là Ficocle, có lẽ là từ gốc Hy Lạp và nằm trung lộ giữa Cervia và Ravenna ngày nay. 
Khu định cư ban đầu này đã bị phá hủy trong 709 bởi Theodore cho đồng minh với Ravenna chống quân Byzantine.
Sau đó trung tâm được xây dựng lại ở một vị trí an toàn hơn, trong Salina. Thành phố thời trung cổ này đã tăng trưởng cho đến khi nó đã được cung cấp với ba lối vào được gia cố, một cung điện của Priors, bảy nhà thờ và một lâu đài (Rocca), mà theo truyền thuyết, được xây dựng bởi Hoàng đế Frederick Barbarossa. Tên gọi cũng thay đổi từ Ficulle sang Cervia, có thể đề cập đến Acervi, một lượng lớn muối còn lại trong lòng chảo bốc hơi ở đây. Sau một chuỗi dài của các sự kiện, nó đã trở thành một phần của các nhà nước Giáo hoàng.
sau này, khi các lòng chảo muối biến thành một đầm lầy, và vào ngày 09 Tháng 11 năm 1697 Giáo hoàng Innocent XII ra lệnh xây dựng lại thị xã ở một nơi an toàn hơn. Thị xã mới có hầm chứa rất lớn cho việc lưu trữ muối, chứa lên đến 13.000 tấn.

## Cảnh quan chính
- Đại giáo đường (Santa Maria Assunta), xây năm 1699–1702
- Bảo tàng muối
- Cung điện cộng đồng
- Tháp Thánh Michael

## Thành phố kết nghĩa
- Jelenia Góra, Ba Lan
- Mahón, Tây Ban Nha
- Cluj-Napoca, Romania
- Aalen, Đức

## Hình ảnh

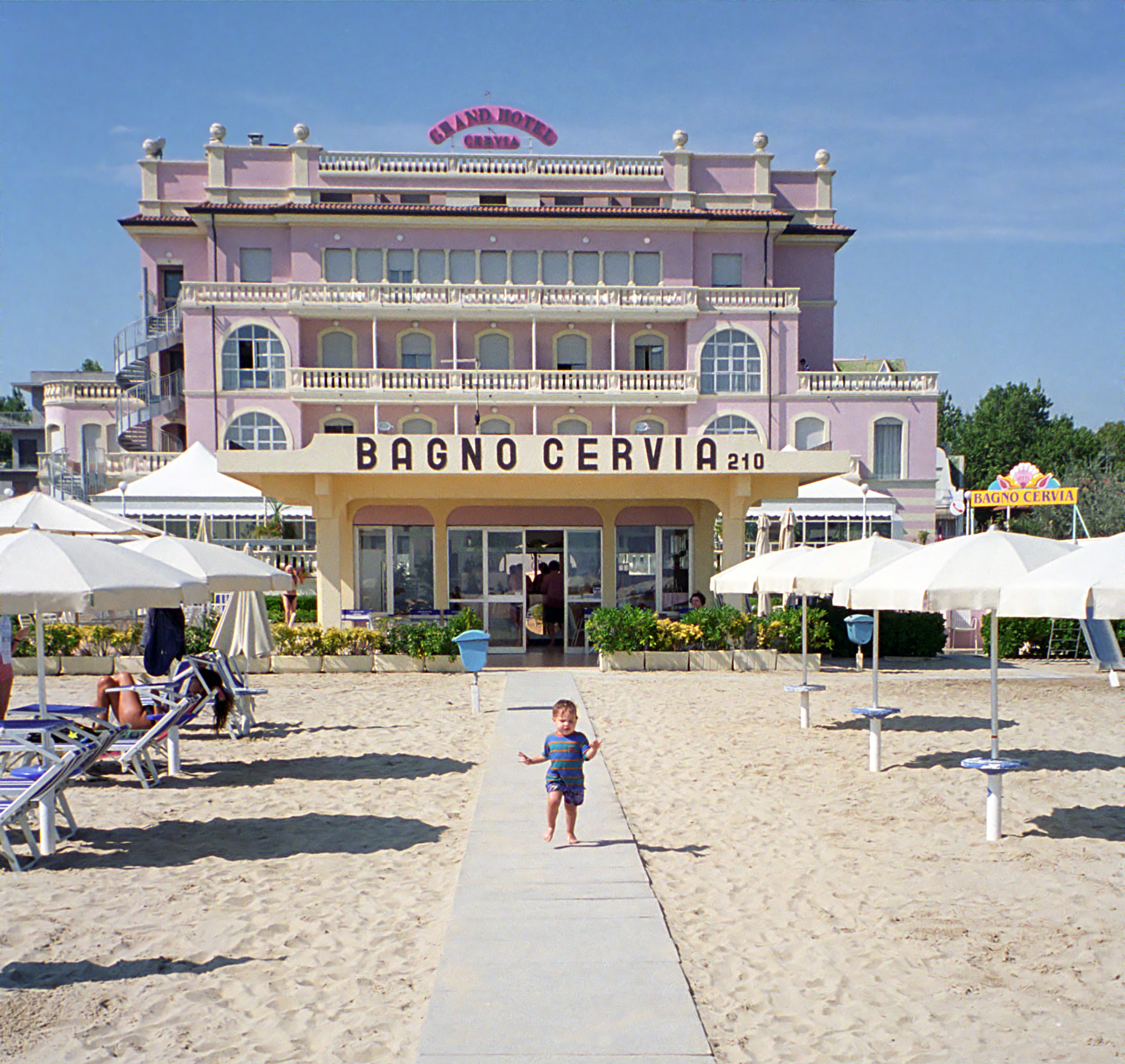
Bãi biển
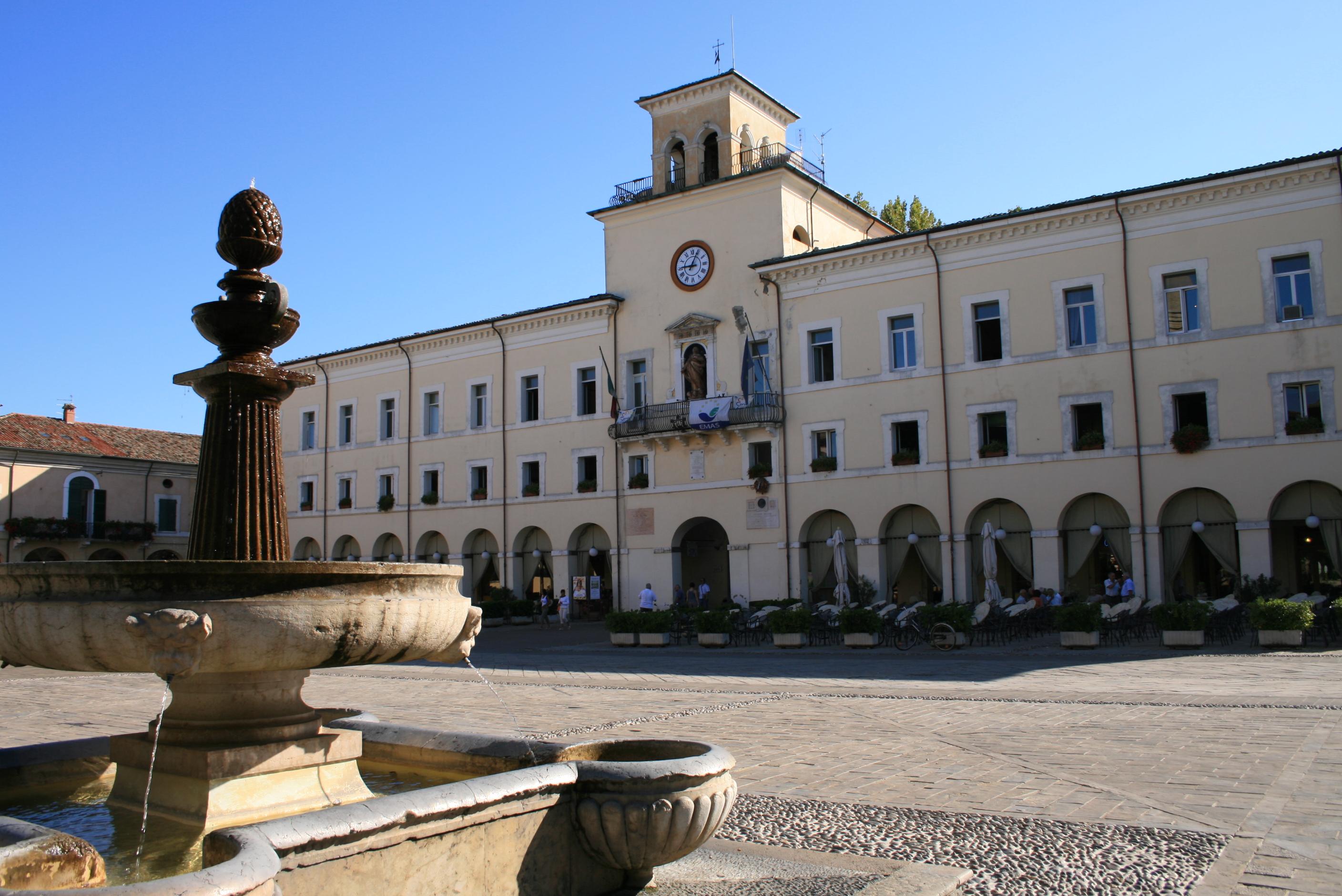
Tòa thị chính
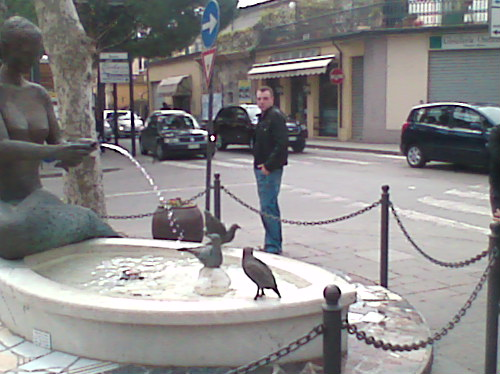
The Angelika
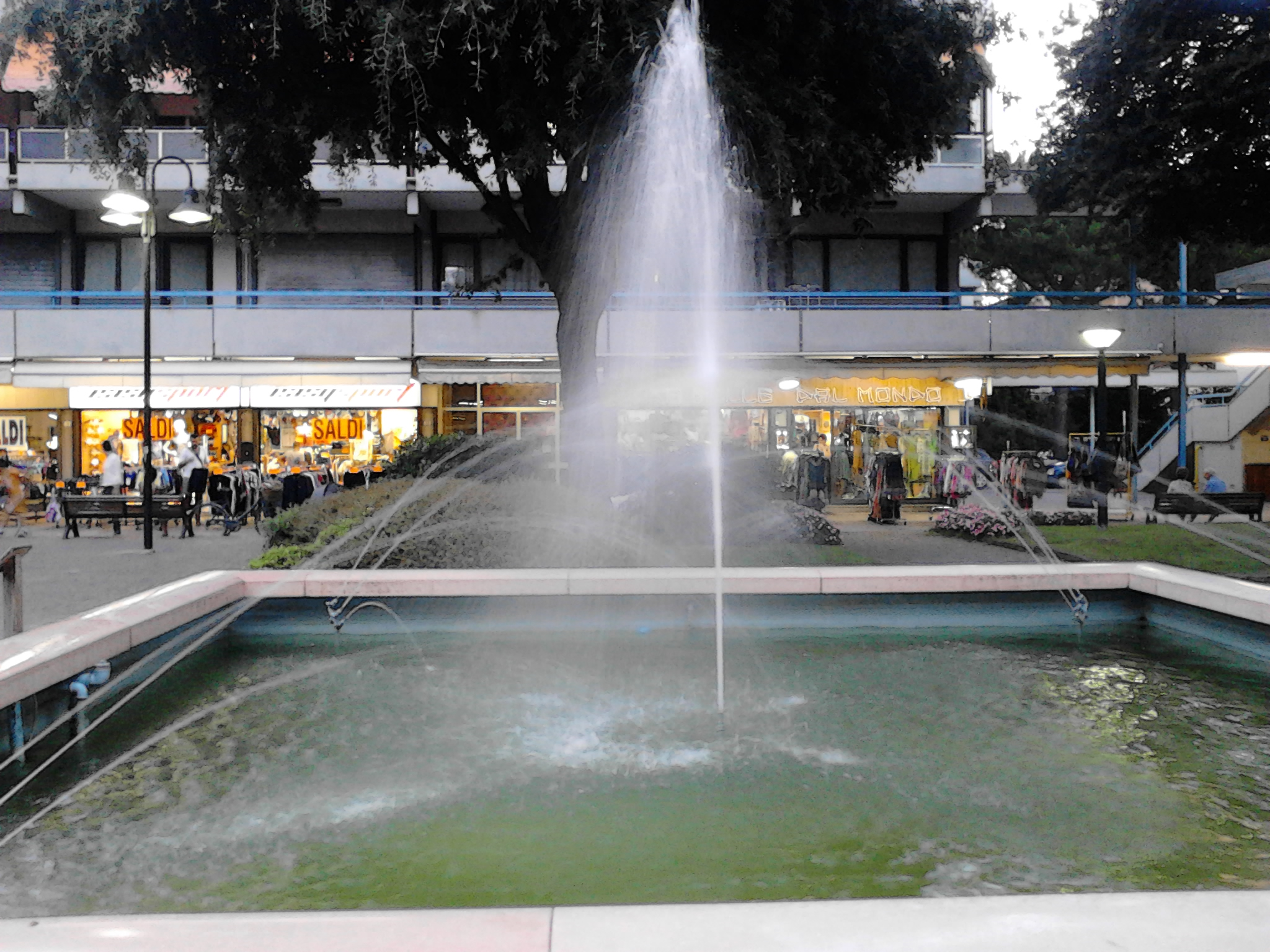
Đài phun nước Piazza dell'Unità ở Pinarella